# Oleh Berezhny
Oleh Mykolayovych Berezhny –en ucraniano, Олег Миколайович Бережний– (Sumy, 18 de enero de 1984) es un deportista ucraniano que compitió en biatlón. Ganó una medalla de plata en el Campeonato Europeo de Biatlón de 2010, en la prueba individual.

## Palmarés internacional
| Campeonato Europeo | Campeonato Europeo | Campeonato Europeo | Campeonato Europeo |
| Año                | Lugar              | Medalla            | Prueba             |
| ------------------ | ------------------ | ------------------ | ------------------ |
| 2010               | Otepää (Estonia)   | Medalla de plata   | Individual         |